# Macroseius biscutatus
Macroseius biscutatus är en spindeldjursart som beskrevs av Chant, Denmark och Baker 1959. Macroseius biscutatus ingår i släktet Macroseius och familjen Phytoseiidae. Inga underarter finns listade i Catalogue of Life.